# Arad (Izrael)
Arad (hebr. ‏ערד‎; arab. ‏عراد‎) – miasto położone w Dystrykcie Południowym w Izraelu. Leży na południowo-zachodnim krańcu Judei, na granicy pustyni Negew, w odległości 30 km na zachód od Morza Martwego i 45 km na wschód od Beer Szewy.

## Historia

### Czasy biblijne
Miasto wymienione w Biblii – przy południowej granicy Kanaanu; Ówcześni Izraelici postanowili zniszczyć ten okręg i nazwali go Chorma, co znaczy poświęcenie (wydanie) na zagładę. Jednak tam się wówczas nie osiedlili, a niektórzy mieszkańcy uniknęli zagłady. Dlatego król Aradu jest wymieniony wśród 31 królów rozgromionych podczas kampanii przeprowadzonej przez Jozuego w Księdze Jozuego 12:14. Badania archeologiczne nie potwierdzają jednak istnienia Aradu w tym okresie. Po zniszczeniach w okresie wczesnego brązu miasto zostało odbudowane w okresie zjednoczonego królestwa. Na pustkowiu leżącym na południe od Aradu osiedlili się później Kenici.

### Archeologia
W okresie wczesnego brązu II i III (2900–2250 r. p.n.e.) w Arad wydobywano miedź, a później także turkus.
Podczas wykopalisk w Tel Arad (10 km na zachód od miasta) natrafiono na ślady sześciu kolejno wznoszonych twierdz budowanych od czasów Salomona, oraz świątyni z tego okresu. Znaleziono także zbiór ponad 100 ostraków z czasów Pierwszej Świątyni, zapisanych w języku hebrajskim i aramejskim. Spośród tego zbioru ostrakon 18 jest najstarszym historycznym dokumentem potwierdzającym istnienie Świątyni Salomona.

### Czasy współczesne
Pierwsza próba założenia w tym miejscu osady miała miejsce 23 lutego 1921, kiedy to grupa 11 byłych brytyjskich żołnierzy (Żydzi) osiedliła się tutaj. Jednak po upływie czterech miesięcy musieli wyjechać, gdyż nie odnaleźli wody.
15 listopada 1960 rząd zatwierdził plan budowy nowego osiedla w tym miejscu. Ostateczną lokalizację zatwierdzono 31 stycznia 1961, razem z przebiegiem dróg i linii wodociągowych.
Fundamenty współczesnego Aradu zostały założone w lipcu 1961, gdy naftowa spółka Nefta zbudowała młodzieżowy obóz pracy, składający się z sześciu prowizorycznych baraków. Jednakże sama osada została oficjalnie założona 21 listopada 1962.
W 1995 Arad otrzymał prawa miejskie.

## Demografia
Zgodnie z danymi Izraelskiego Centrum Danych Statystycznych w 2006 roku w mieście żyło 23,3 tys. mieszkańców, z czego 82,8% Żydów i 17,2% inni.
Zgodnie z danymi Izraelskiego Centrum Danych Statystycznych w Aradzie w 2004 było 9797 zatrudnionych pracowników i 462 pracujących na własny rachunek. Pracownicy otrzymujący stałe pensje zarabiali w 2004 średnio 5165 NIS, przy czym mężczyźni zarabiali średnio 7344 NIS, a kobiety zarabiały średnio 3818 NIS. W przypadku osób pracujących na własny rachunek średnie dochody wyniosły 5549 NIS.
Populacja miasta pod względem wieku:
| Wiek (w latach) | Procent populacji w % |
| --------------- | --------------------- |
| 0-4             | 7,3%                  |
| 5-9             | 7,3%                  |
| 10-14           | 7,9%                  |
| 15-19           | 7,9%                  |
| 20-29           | 14,2%                 |
| 30-44           | 17,7%                 |
| 45-59           | 18,5%                 |
| ponad 60        | 19,2%                 |

Źródło danych: Central Bureau of Statistics.

## Kultura
W Arad co roku, w okresie lata organizowany jest Festiwal Muzyki Hebrajskiej (od 1982).

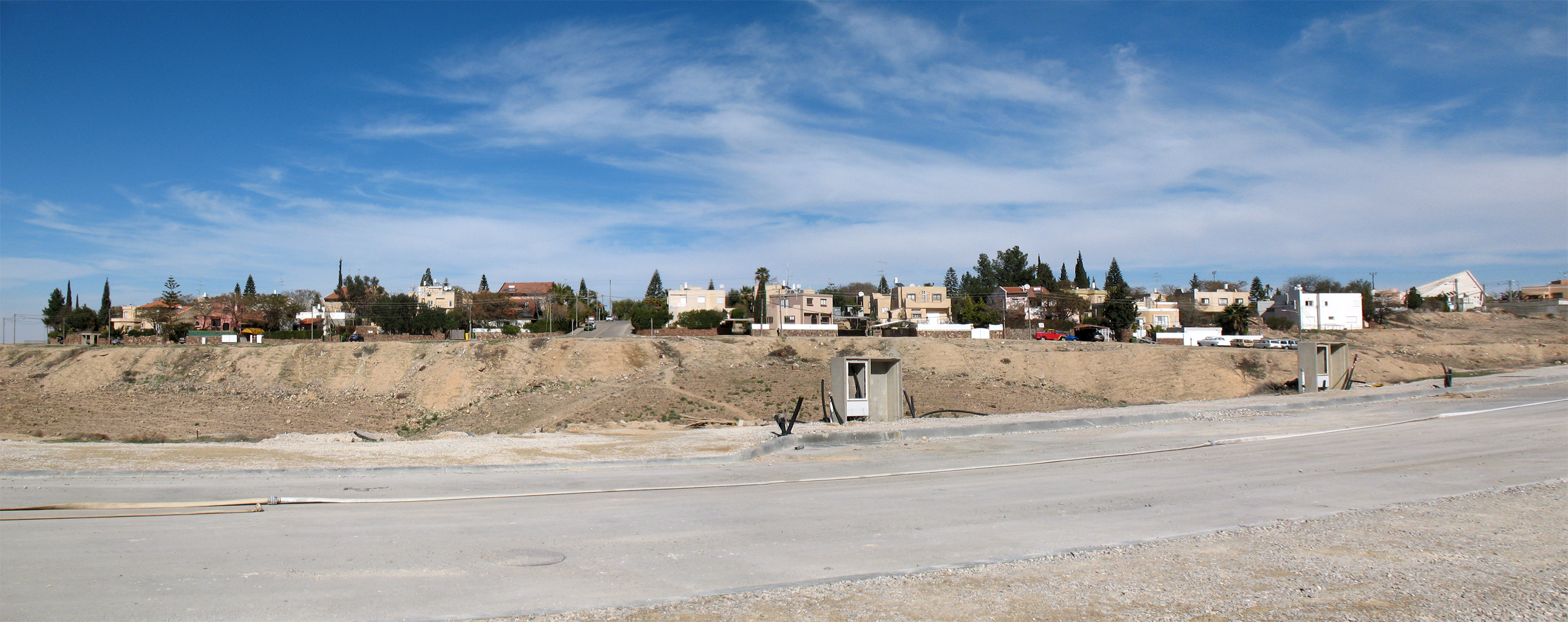
Panorama Aradu

## Gospodarka
W mieście rozwinął się przemysł chemiczny, odzieżowy i spożywczy. W tutejszej strefie przemysłowej znajduje się zakład przemysłu włókienniczego Arad Textile Industries, który jest jednym z największych producentów ręczników w Izraelu. Wśród innych przedsiębiorstw znajdują się tutaj: Motorola Israel, A.M.S. Elektronika, El-Ran Timber Industries, Jordael oraz Unilever Shefa Israel.

## Turystyka

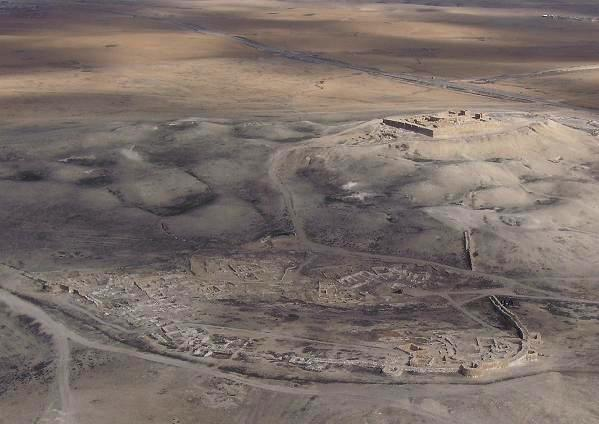
Wykopaliska archeologiczne Tel Arad

Dużą atrakcją turystyczną jest pustynna okolica Aradu, który jest położony na pustyni Judzkiej wśród niskich pagórków z piaskowca poprzecinanych malowniczymi wąwozami i wadi. Jednak Arad słynie przede wszystkim jako wymarzone uzdrowisko dla astmatyków. Tutejsze powietrze jest chłodne, suche i pozbawione pyłków roślinnych. Można stąd wybrać się na wycieczki do Beer Szewy i nad Morze Martwe.

## Transport
Przy mieście przebiega droga ekspresowa nr 31 (Eszel ha-Nasi-Newe Zohar). Komunikacja utrzymywana jest wyłącznie przy pomocy linii autobusowych. Arad posiada także prowizoryczny pas do lądowania samolotów, który jest położony na południowy wschód od miasta.

## Ludzie związani z Aradem
W Aradzie mieszkał Amos Oz, jeden z najbardziej znanych literatów izraelskich, współzałożyciel organizacji Szalom Achszaw (Pokój Teraz).

## Miasta partnerskie
- Dinslaken, Niemcy
- Burlington, Stany Zjednoczone
- Wilmington, Stany Zjednoczone